# 乌坦布尔县
乌坦布尔县（Udhampur district）位于查谟和克什米尔。乌德汉普尔县为印控克什米尔男女性别比率失调的县份，全县总人口70万（2001），男女比率1000比871；人口识字率54.16%，其中男性66.43%，女性39.89%。主要语言多格来语（Dogri）、印地语、乌尔都语和克什米尔语。